# Line Kjørsvik
Line Kjørsvik (* 29. Dezember 1975) ist eine norwegische Poolbillardspielerin.

## Karriere
Die Norwegerin spielt seit 1998 auf der WPBA-Tour in Amerika. Bei Europameisterschaften gewann Kjørsvik bislang sechs Titel.
Bei den World Games 2005 gewann sie die Bronzemedaille im 9-Ball. Ihr bestes Ergebnis bei einer WPA 9-Ball-Weltmeisterschaft der Damen erzielte sie 2006 mit einem Platz im Viertelfinale. Zudem ist sie 35-fache norwegische Meisterin.